# ヘスバッハ
ヘスバッハ (ドイツ語: Hösbach) は、ドイツ連邦共和国バイエルン州ウンターフランケン行政管区のアシャッフェンブルク郡に属す市場町である。フォアシュペッサルト（シュペッサルト山地の前山）に位置し、アシャッフェンブルクから 5 km、ヴュルツブルクから約 70 km、フランクフルト・アム・マインから約 50 km の距離にある。

## 地理

ヘスバッハの地区配置図と土地利用図。ピンクが市街地、白が緑地および耕作地、緑が森林である。

### 自治体の構成
ヘスバッハは、5つの管区、10地区で構成されている。以下の括弧内の数値は2014年12月31日現在の各地区の人口である。
- フェルトカール (Feldkahl 1,058)
- ヘスバッハ (Hösbach 6,497)
  - ヘスバッハ＝バーンホーフ (Hösbach-Bahnhof 1,154)
- ロッテンベルク (Rottenberg 1,627)
- ヴェーニヒヘスバッハ (Wenighösbach 990)
  - ミュンヒホーフ (Münchhof)
- ヴィンツェンホール (Winzenhohl 1,978)
  - アシャフステーク (Aschaffsteg)
  - フォルストハウス (Forsthaus)
  - シュメルレンバッハ (Schmerlenbach)

ザント住宅地は公式な地区ではない。
かつてのザーデルバッハ集落は現在ヘスバッハ管区に含まれている。

### 隣接する市町村
市場町ヘスバッハは、北はメムブリス、北東はブランケンバッハ、東はザイラウフ、南東はベッセンバッハ、南はハイバッハ、南西はアシャッフェンブルク、西はゴルトバッハ、北西はヨハネスベルクと境を接している。郡独立市のアシャッフェンブルクを除き、いずれの町村もアシャッフェンブルク郡に属している。

## 地名

### 語源
ヘスバッハという町の名前は、同名のヘスバッハ川に由来する。この川は本町域内を流れ、アシャッフ川に注ぐ。時に Groß  を町名に冠する場合があるが、これはかつてクラインヘスバッハ（現在のヴェーニヒヘスバッハ）と区別するためにつけられていたものである。

### 歴史的表記
歴史的資料や文献に登場するこの町の歴史的表記には以下のものがある:
| - 1189年 Hostebach - 1225年 Hoistebach - 1248年 Hosthebach - 1312年 Hoestebach - 1320年 Großin Hoestbach | - 1372年 Hoyßbach - 1380年 Hospach - 1569年 Höspach - 1805年 Heßbach - 1819年 Hösbach |

## 歴史
ヘスバッハの最初の文献記録は1189年になされたもので Hostebach と表記されている。このマインツ大司教コンラートの文書には、証人としてホステバッハのヘルマンとその息子のコンラートの名が記されている。1218年、シュメルレンバッハ女子修道院（現在はヴィンツェンホール地区）がクーゲルベルク家によって創設され、ヘスバッハの教会管区における聖職者の推薦権がこの一族に与えられた。この家門は13世紀にホステバッハ、すなわち後のヘスバッハを名乗った。14世紀以降、森林領地がヘスバッハに設けられ、これらは時代とともに大農場へと発展していった。
1862年7月1日にベツィルクスアムト・アシャッフェンブルクが設けられ、ヘスバッハはその管轄下に置かれた。1939年、ドイツ国全土で「郡」の名称が使われることとなった。ヘスバッハは旧アシャッフェンブルク郡の33市町村の一つとなった。この郡は1972年7月1日にアルツェナウ・イン・ウンターフランケン郡と合併して新しいアシャッフェンブルク郡が創設された。
1781年のこの村の人口は、120戸、591人であった。この次の世紀、人口は極めてゆっくりと増加した。1895年になってやっと人口が2,000人を超えた。その後、アシャッフェンブルクに近いことから、工業化を背景に人口増加は加速し、1905年には 2,518人、1933年にはすでに 3,388人の住民登録がなされていた。第二次世界大戦の戦争難民で、1946年の人口は 4,517人に増加した。人口増加はその後何年も引き続いた。
ヘスバッハは、その 800周年を契機に、1989年9月29日に市場町に昇格した。

### 町村合併
1972年と1978年の地域再編で、自治体ヘスバッハに、1981 ha の土地と約 4,500人の住民が加わった。かつて独立していた小さな町村であるヴェーニヒヘスバッハ（1972年1月1日）、フェルトカール（1972年7月1日）、ロッテンベルクおよびヴィンツェンホール（ともに1978年5月1日）が合併した。

## 行政

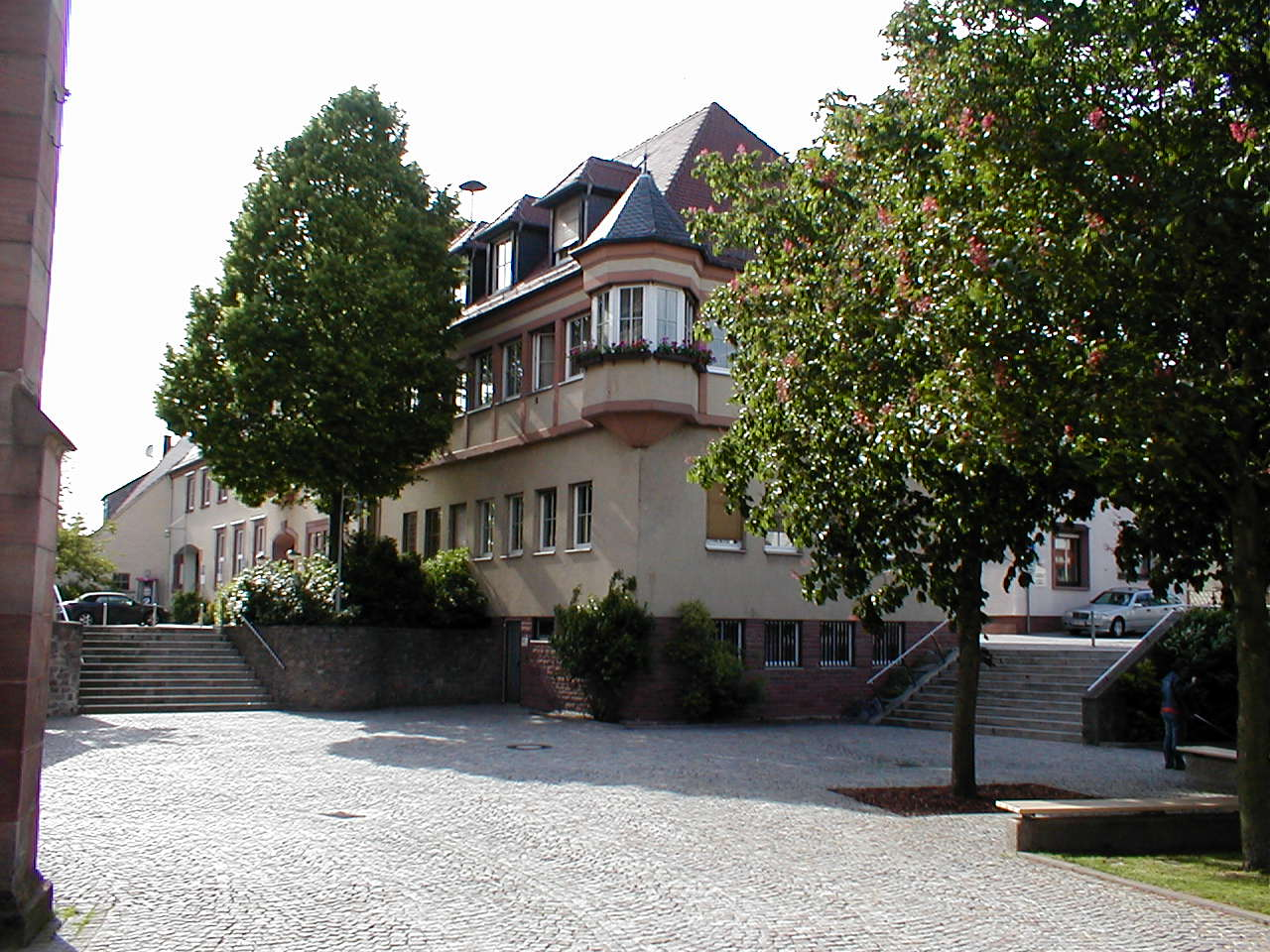
ヘスバッハ市庁舎

### 首長
1988年から町長職にあったロベルト・ハイン (CSU) の後継者として、2011年11月6日の選挙で無所属のミヒャエル・バウマンが選出された。彼は2012年2月1日から町長職に就いている。

### 議会
ヘスバッハの町議会は、首長を含め 25議席で構成される。

### 紋章
図柄: 赤地と銀地に左右二分割。向かって左は銀の教会塔、向かって右は垂直に置かれ緑色の拍車とその上に配置された緑の実をつけた緑のオークの葉。
紋章の歴史: ヘスバッハの象徴的建造物が、特徴的な塔を持つ聖ミヒャエル教区教会である。この塔は、町の希望によって紋章学的に簡略化されたかたちで紋章に取り入れられた。銀と赤の配色は、この町がかつて所属したマインツ大司教領を表している。ヘスバッハは、マインツ大司教領の営林署の所在地であった。営林署の役人は、シュペッサルト山地の管理区域を馬で巡察する任務を負っていた。営林署の存在は14世紀から確認されている。紋章では馬での巡察を象徴するものとしてオークの葉と拍車でこれを表現している。
この紋章は、1970年から使用されている。

## 経済と社会資本

### 工業・技術系企業
タンクおよび工業系製造業者のゲーラー企業グループは、ヘスバッハに本社を置いている。このグループ企業の ASC テレコム AG は、バーンホーフ地区に本社がある。この通信業者は、約2200万ユーロの売上高がある（2008年現在）。

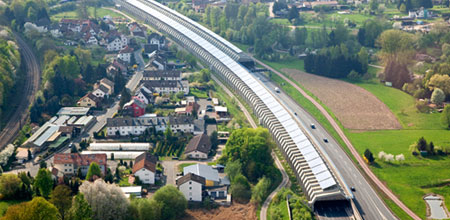
アウトバーン A3号線のアインハウズング

### 交通
ヘスバッハは、連邦アウトバーン A3号線に直接面しており、フランクフルト・アム・マインへ約 50 km、ヴュルツブルクへ約 70 km の距離にある。ヘスバッハとゴルトバッハとの間には、騒音を限度最大値以下に保つためのアインハウズング（トンネル状の覆い屋）が設けられている。

### 学校センター
ヘスバッハは、アシャッフェンブルク郡の学校センター所在地であり、以下の学校が地理的に近い場所に集まっている。
- アストリッド＝リンドグレーン基礎課程学校
- 本課程学校
- 州立ヘスバッハ実科学校
- ハンス＝ザイデル＝ギムナジウム
- ペスタロッツィシューレ（学習障害者のための養護学校）
- アルベルト＝リープマン＝シューレ（言語障害者のための養護学校）

さらにロッテンベルクとヴィンツェンホールの基礎課程学校も学校センターと関係している。
学校センターの近くに数多くのスポーツグランドや体育館、屋内プールがある。これらの施設はいずれもスポーツ教育にも利用される。ハンス＝ザイデル＝ギムナジウムと実科学校の建築複合体（アン・デア・マース通り）には大規模な郡立図書館もある。屋外プールはロッテンベルク地区にある。

## 文化と見所

### 教会と礼拝堂
- フェルトカール礼拝堂（フェルトカール）
- マリエン礼拝堂（ロッテンベルク）
- 聖アガータ教会（シュメルレンバッハ）
- 聖アントニウス教会（ロッテンベルク）
- 聖バルバラ教会（ヴェーニヒヘスバッハ）
- 聖ヨハネス教会（ヘスバッハ）

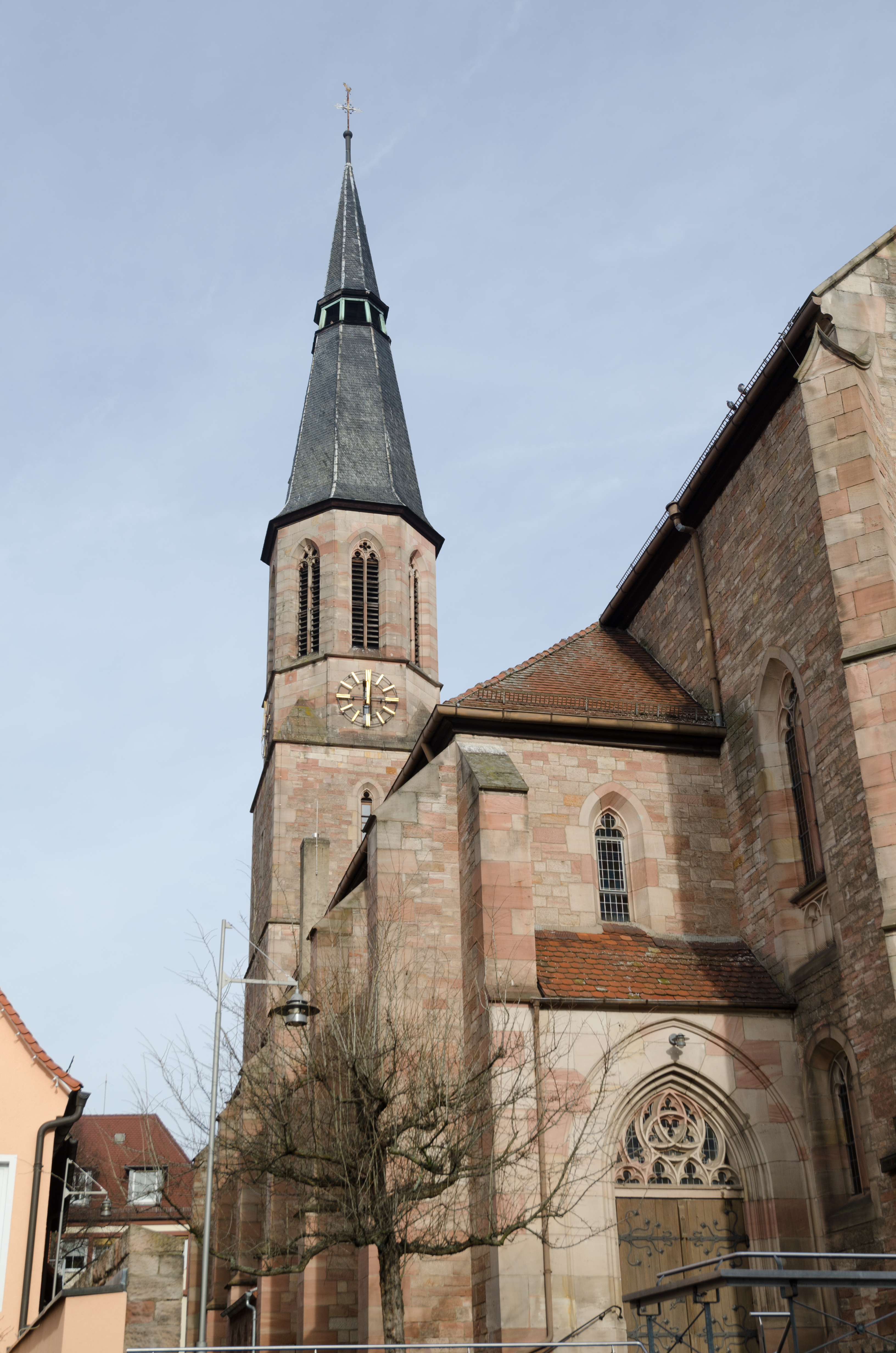
紋章に描かれている聖ミヒャエル教会の塔

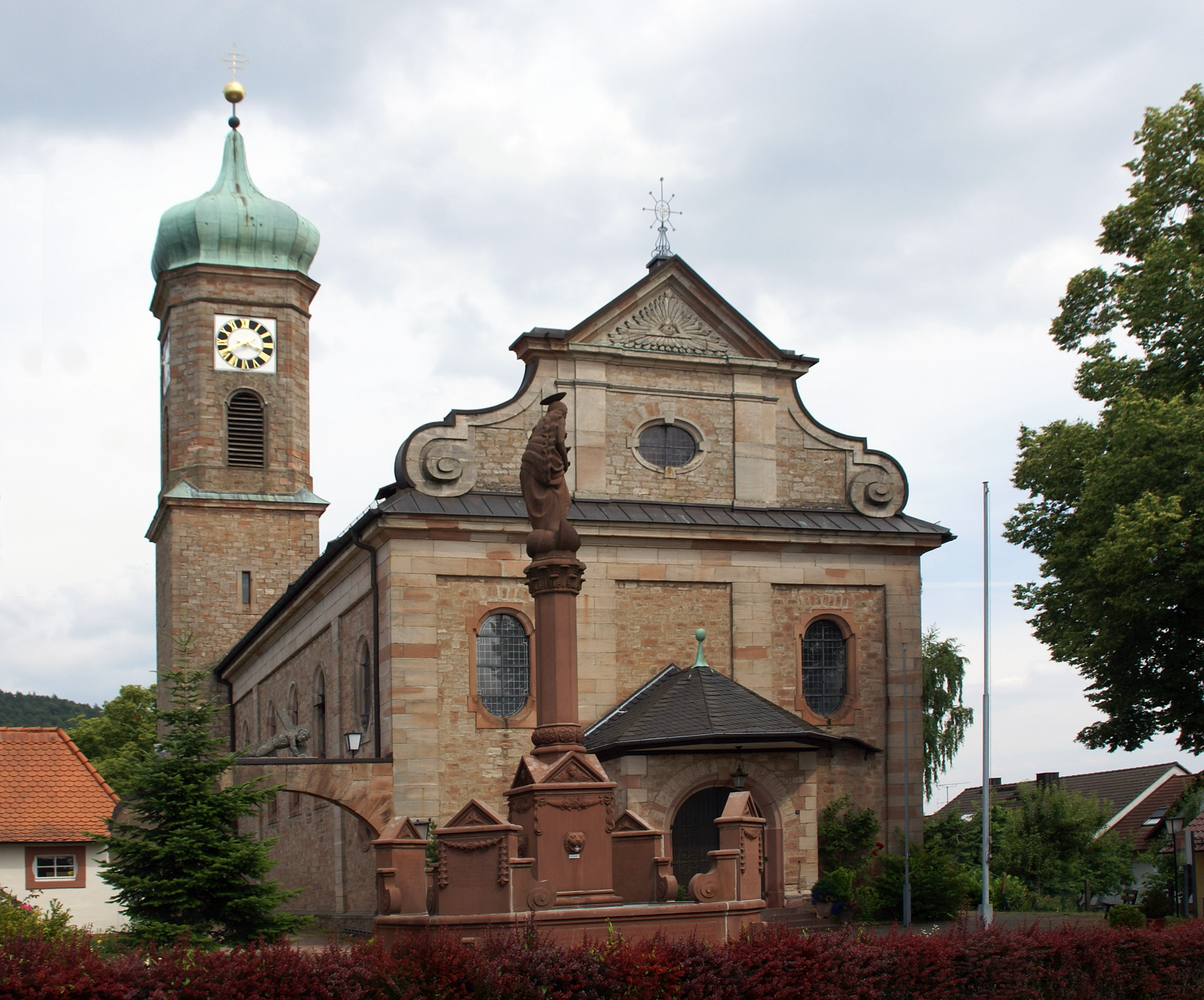
聖アントニウス教会

- 聖ヨハネス・ネポムク教会（フェルトカール）
- 聖ミヒャエル教会（ヘスバッハ）
- マリアの母性教会（ヘスバッハ＝バーンホーフ）

### スポーツとクラブ
ヘスバッハには多くの成功したクラブがある。レスリングクラブ KSC ゲルマニア 07 ヘスバッハの第1チームは、ブンデスリーガ2部ミッテで戦っている。そのジュニア部門は、ドイツマイスターシャフトで定期的にメダリストを輩出している。
その他のクラブには、MV 1899 ヘスバッハ e.V.、FC ヘスバッハ、フェルトカーラー・ムジカンテン 1984、自衛消防団、KJG ヘスバッハ、ゲザングフェライン・ゲルマニア、TV ヘスバッハ、ラッペルキステ・ヘスバッハ e.V.、SpVgg ヘスバッハ＝バーンホーフがある。

## 人物

### 出身者
- ヴィリギス・イェーガー（ドイツ語版、英語版）（1925年 - ）ベネディクト会修道士、禅導師、神秘主義者

## 引用
1. ↑  https://www.statistikdaten.bayern.de/genesis/online?operation=result&code=12411-003r&leerzeilen=false&language=de Genesis-Online-Datenbank des Bayerischen Landesamtes für Statistik Tabelle 12411-003r Fortschreibung des Bevölkerungsstandes: Gemeinden, Stichtag (Einwohnerzahlen auf Grundlage des Zensus 2011)
2. ↑  Bayerische Landesbibliothek Online - Hösbach, M（2015年10月25日 閲覧）
3. ↑  Markt Hösbach - Einwohner Stand（2015年10月25日 閲覧）
4. 1 2  Wolf-Armin Frhr. v. Reitzenstein: Lexikon fränkischer Ortsnamen. Herkunft und Bedeutung. C.H.Beck, München 2009, ISBN 978-3-406-59131-0, S. 106.
5. 1 2  Wilhelm Volkert (Hrsg.): Handbuch der bayerischen Ämter, Gemeinden und Gerichte 1799–1980. C.H.Beck’sche Verlagsbuchhandlung, München 1983, ISBN 3-406-09669-7, S. 422.
6. ↑  Statistisches Bundesamt (Hrsg.): Historisches Gemeindeverzeichnis für die Bundesrepublik Deutschland. Namens-, Grenz- und Schlüsselnummernänderungen bei Gemeinden, Kreisen und Regierungsbezirken vom 27. 5. 1970 bis 31. 12. 1982. W. Kohlhammer GmbH, Stuttgart und Mainz 1983, ISBN 3-17-003263-1, S. 736.
7. ↑  バイエルン州統計局: バイエルン州市町村長選挙結果検索ページ
8. ↑  バイエルン州統計局: Kommunalwahlen in Bayern am 16. März 2014 - Landkreis 671 Aschaffenburg（2015年10月25日 閲覧）
9. ↑  Bayerns Gemeinden - Markt Hösbach（2015年10月25日 閲覧）
10. ↑  ゲーラー・グループ（2015年10月25日 閲覧）
11. ↑  ASC（2015年10月25日 閲覧）